# Pfarrkirche Haringsee

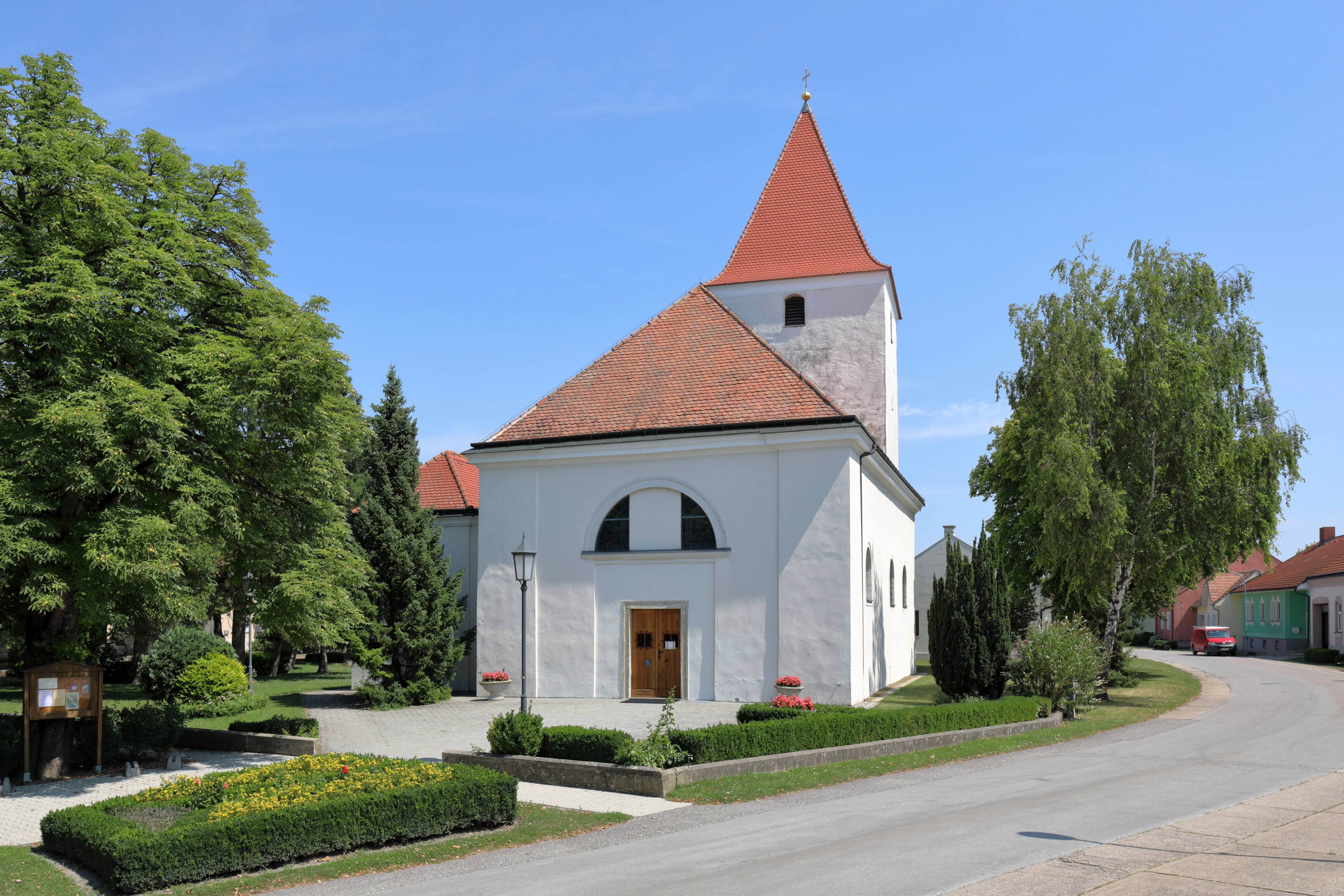
Pfarrkirche hl. Laurenz in Haringsee

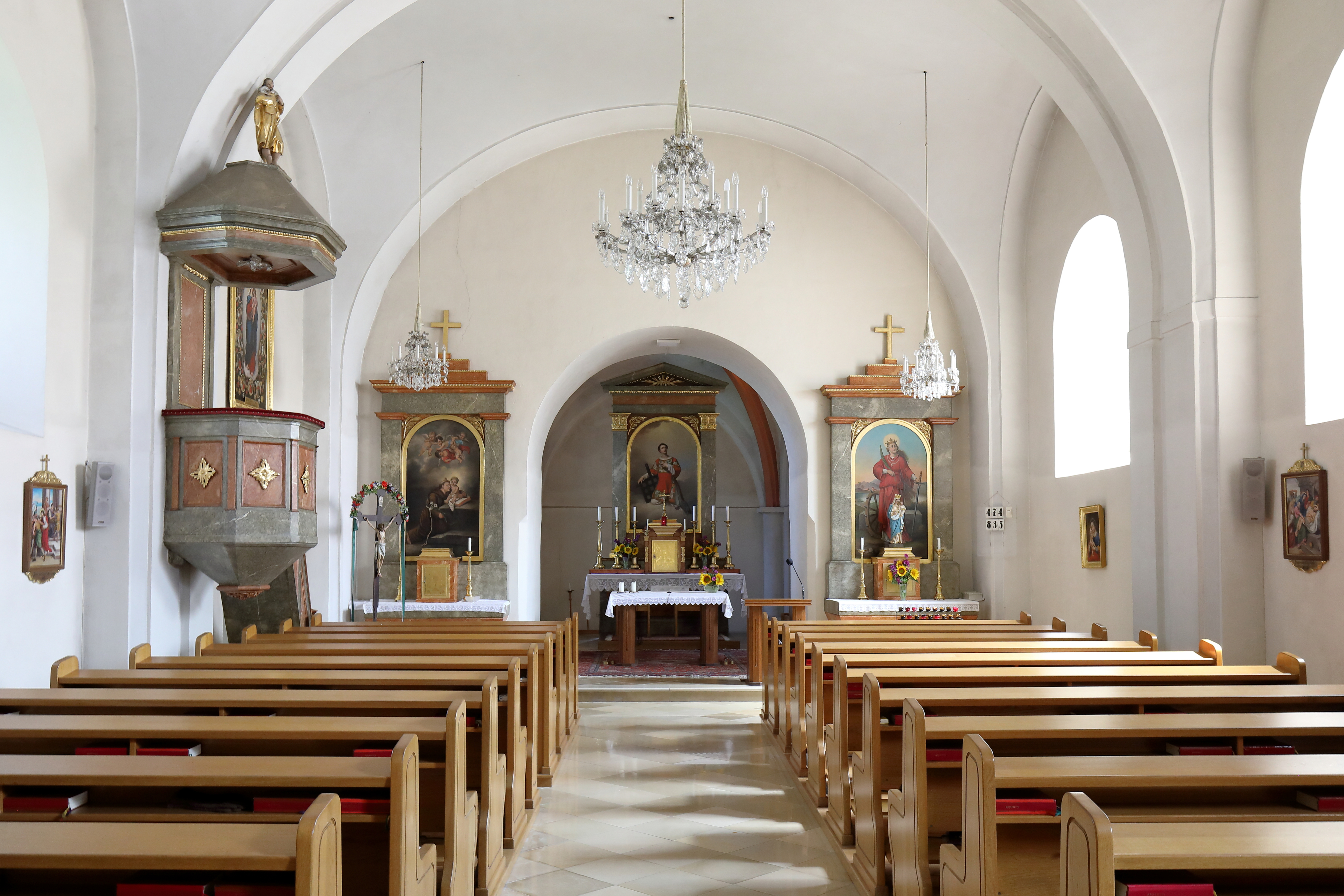
Innenansicht der Pfarrkirche

Die römisch-katholische Pfarrkirche Haringsee steht in der Gemeinde Haringsee im Bezirk Gänserndorf in Niederösterreich. Sie ist dem heiligen Laurenz geweiht und liegt im Dekanat Marchfeld im Vikariat Unter dem Manhartsberg der Erzdiözese Wien. Das Bauwerk steht unter Denkmalschutz (Listeneintrag).

## Lagebeschreibung
Die ehemalige Wehrkirche steht in der Angermitte der Ortschaft Haringsee und war ursprünglich von einer Wehrmauer umgeben.

## Geschichte
Bereits um 1300 wurde ein Vikariat in Haringsee gegründet. Die Kirche wurde Anfang des 14. Jahrhunderts errichtet und Ende des 17. sowie Anfang des 18. Jahrhunderts barockisiert. 1689 wurde das Vikariat zur Pfarre erhoben. Anfang des 19. Jahrhunderts wurde das Langhaus Richtung Westen um ein Joch verlängert.

## Architektur
Kirchenäußeres
Die Kirche ist ein mächtiges, im Kern frühgotisches Bauwerk mit dominierendem Wehrturm. Das Langhaus ist breit gelagert und barockisiert. Die Wände werden von Rundbogenfenstern durchbrochen. Die Westfassade stammt aus der ersten Hälfte des 19. Jahrhunderts. Über dem Rechteckportal ist ein geteiltes Lünettenfenster. Das frühgotische Chorquadrat ist eingezogen und bildet gleichzeitig das Erdgeschoß des Turmes. Das Obergeschoß ist barock ausgeführt und weist rundbogige Schallfenster auf. Darüber ist ein Pyramidendach. Das Dach stammt vom Anfang des 19. Jahrhunderts. An der Ostseite des Kirchturmes schließt ein neuerer Sakristeianbau an und an der Nordseite ein gotischer Kapellenbau aus dem 14. Jahrhundert.
Kircheninneres
Das Langhaus ist platzlgewölbt. Die Kirchendecke ruht auf flachen Wandpfeilern. Ein schmaler, jedoch kräftig gebauter Triumphbogen trennt den quadratischen Chor mit Kreuzrippengewölbe vom Langhaus. Das Kreuzrippengewölbe im Chor ruht auf 3/4-Säulen in den Raumecken. Nordseitig schließt die sogenannte Heilig-Grab-Kapelle an das Turmerdgeschoß an. Die gotische Kapelle ist kreuzrippengewölbt. Die Glasfenster wurden Ende des 19. Jahrhunderts geschaffen.

## Ausstattung
Der Hochaltar ist ein schlichter barocker Aufbau. Das Altarblatt zeigt den heiligen Laurentius. Das Bild wurde in der ersten Hälfte des 19. Jahrhunderts gemalt. Die Seitenaltäre entstanden Ende des 18. Jahrhunderts. Das Altarblatt des linken Seitenaltares zeigt den heiligen Antonius von Padua, das Altarbild des rechten Seitenaltares die heilige Katharina von Alexandrien. Beide Altarblätter stammen aus der ersten Hälfte des 19. Jahrhunderts. Die klassizistische Kanzel wurde um 1800 gebaut. Das Bild der Vierzehn Nothelfer wurde in der ersten Hälfte des 19. Jahrhunderts gemalt, die Kreuzwegbilder in der zweiten Hälfte. Der barocke Taufstein wurde 1725 geschaffen.

## Orgel

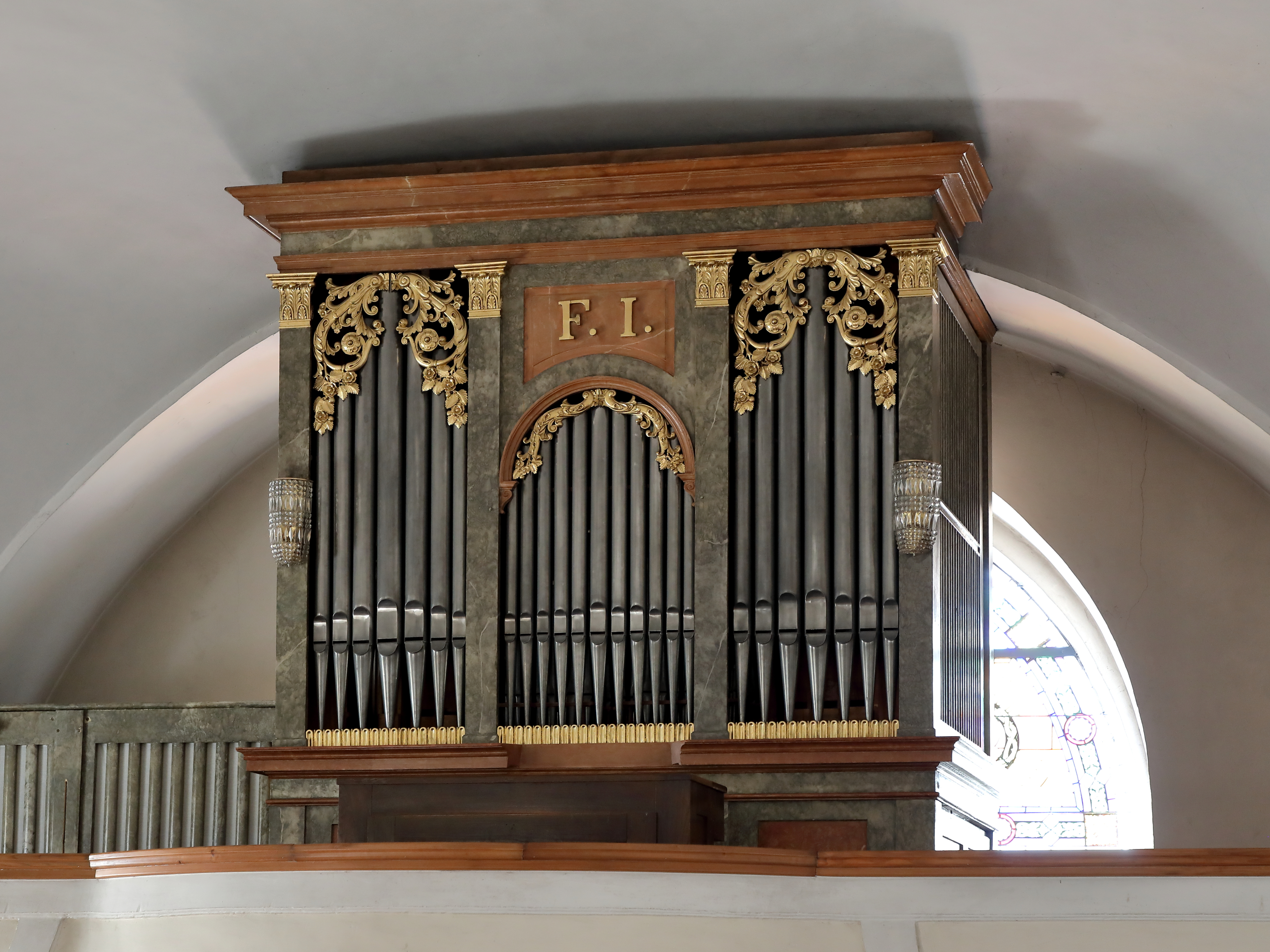
Orgel der Pfarrkirche

Die achtregistrige Orgel wurde von dem Wiener Orgelbauer Franz Ullmann gefertigt und 1840 feierlich eingeweiht. Sie war ein Geschenk von Kaisers Franz I. und man hat daher seine Initialen „F. I.“ auf dem spätklassizistischen Prospekt verewigt. 1966 baute man in die in ihrer ursprünglichen Ausstattung erhaltenen Orgel ein elektrisches Gebläse ein.